# Herrenwitz
Ein Herrenwitz (zum Teil auch Altherrenwitz) bezeichnet einen derben, frivolen Witz, der üblicherweise erzählt wird, wenn Männer unter sich sind. Der Begriff wird seit Anfang des 20. Jahrhunderts gebraucht. Er greift zumeist auf sexuelle Themen wie Seitensprünge oder Geschlechtskrankheiten zurück und bedient sich dabei einer bildhaften, oft obszönen Sprache. Inhaltlich lässt sich der Herrenwitz darum mit der Zote gleichsetzen. Der Begriff des Herrenwitzes bringt zusätzlich zum Ausdruck, dass es sich um eine Form von „typisch männlichem“ Humor handeln soll.
Im weiteren Sinne wird der Begriff des Herrenwitzes zum Teil gebraucht, um anzügliche, als übergriffig empfundene Bemerkungen zu beschreiben, die von Männern gegenüber Frauen gemacht werden. Dabei handelt es sich jedoch nicht um eine strukturierte Erzählung mit abschließender Pointe, wie sie den Herrenwitz im engeren Sinne kennzeichnet.

## Herrenwitze als komödiantes Genre
Die derbe Frivolität des Herrenwitzes wird von einigen Komikern als bewusster Tabubruch verwendet, um einen komischen Effekt zu erzielen. So wurden in der Harald Schmidt Show vom ehemaligen WDR-Nachrichtensprecher Charly Wagner sogenannte „klassische Herrenwitze“ vorgetragen. Dabei bediente sich Wagner einer betont distinguierten Vortragsweise, die im Kontrast zum derben Inhalt der vorgetragenen Witze stand. Auch der Literaturkritiker Hellmuth Karasek erzählt auf dem Hörbuch Ist das ein Witz? unter anderem verschiedene Herrenwitze. Ein weiterer bekannter Interpret des Genres ist Jürgen von der Lippe.
Teilweise wird der Begriff des Herrenwitzes auch verwendet, um eine als besonders „platt“ empfundene Form des Humors zu bezeichnen. So schrieb beispielsweise die Journalistin Silke Burmester in einem Spiegel-Artikel mit dem Titel „Herrenwitze ersetzen Humor“ über den Showmaster Thomas Gottschalk: „Ein Moderator, der eine Show als Herrenwitz auslegt, ist auf Dauer so ermüdend, wie eine Ehe in Missionarsstellung“.

## Herrenwitze als anzügliche Bemerkungen
Die Journalistin Laura Himmelreich verfasste 2013 einen Artikel im Stern mit dem Titel „Der Herrenwitz“ und löste damit eine Debatte über alltäglichen Sexismus unter dem Stichwort #aufschrei aus. Sie berichtete darin über anzügliche Bemerkungen von Rainer Brüderle, die aber keinen Herrenwitz im engeren Sinne darstellten. In der Folge wurde der Begriff des Herrenwitzes verwendet, um auf verbale Übergriffe im Flirtverhalten gegenüber Frauen aufmerksam zu machen.
Rechtlich können nach § 3 Absatz 4 des Allgemeinen Gleichbehandlungsgesetzes auch „Bemerkungen sexuellen Inhalts“ eine sexuelle Belästigung darstellen, wenn durch sie die Würde der betreffenden Person verletzt wird.